# Tijuana River National Estuarine Research Reserve
La Reserva nacional de investigación de estuario del río Tijuana (en inglés, Tijuana River National Estuarine Research Reserve), es un área preservada para la investigación y jardín botánico en Imperial Beach, California, Estados Unidos en la proximidad de la frontera con México. 
Está administrado por la Facultad de Ciencias de la Universidad Estatal de San Diego.

## Localización
Se puede acceder desde Coronado Avenue exit (Exit 4) o desde la Interstate 5.
Tijuana River National Estuarine Research Reserve 301 Caspian Way, Imperial Beach, San Diego County, California CA 91932 United States of America-Estados Unidos de América.
Planos y vistas satelitales.32°33′20″N 117°07′22″O / 32.55556, -117.12278

## Historia
Se estableció como parte del sistema del National Estuarine Research Reserve en los Estados Unidos y está administrado en parte como Estación Biológica por la Facultad de Ciencias de la San Diego State University (SDSU)'s. 
El flujo de agua de Río Tijuana es a menudo intensa; los periodos de sequías secan el río por completo, mientras que la misma área se desborda durante las inundaciones.

### Actividades educativas y de ocio
Esta reserva es un buen lugar para la observación de aves ya que hasta 370 especies de aves, ya sean nativos o la migración, lo utilizan como una parada o de reproducción. Los escolares vienen a menudo a esta reserva para tomar clases en las aulas de la naturaleza y efectuar excursiones.
Los visitantes de todas las edades pueden llegar al centro de visitantes para las actividades. Dentro de las actividades están los vídeos que se pueden mostrar a petición, y se sirven tanto en inglés y español. Los huéspedes también pueden tomar un paseo por los senderos tanto del Norte del McCoy Sur, donde pueden acceder a las zonas de observación de aves primarios y la desembocadura del Río Tijuana, donde desemboca directamente en Océano Pacífico.